# 층리면

## 같이 보기
- 층리